# Consort Mountain
Consort Mountain är ett berg i Kanada.   Det ligger i provinsen Alberta, i den centrala delen av landet, 3 200 km väster om huvudstaden Ottawa. Toppen på Consort Mountain är 2 883 meter över havet, eller 540 meter över den omgivande terrängen. Bredden vid basen är 2,1 km.
Terrängen runt Consort Mountain är bergig åt nordost, men åt sydväst är den kuperad.Runt Consort Mountain är det mycket glesbefolkat, med 5 invånare per kvadratkilometer.. Det finns inga samhällen i närheten. 
Trakten runt Consort Mountain består i huvudsak av gräsmarker.